# Antonio de Herrera y Tordesillas
Antonio de Herrera y Tordesillas (1549, Cuéllar u Segovia – 29. března 1625, Madrid) byl španělský kronikář, historik a spisovatel. 
Pocházel ze šlechtické rodiny z oblasti Segovia ve Španělsku a studium absolvoval na univerzitě v Salamance. Jeho patronem byl král Filip II., který ho ustanovil oficiálním historikem španělské Ameriky. Hlavním zaměřením Herrerovy práce bylo sepsání zprávy o španělských objevech a výbojích v Americe do roku 1554, nazvané Historia general de los hechos de los Castellanos en las islas y tierra firme del mar oceano (Obecná historie činů Kastilců na ostrovech a pevnině v oceánu), přestože v Americe nikdy nebyl. Při psaní vycházel ze starších pramenů. Toto významné dílo bylo publikováno ve čtyřech svazcích v Madridu v letech 1601 až 1615 a v té době se stalo nejznámějším svého druhu.
Překládal rovněž z italštiny, latiny a francouzštiny do španělštiny.

## Díla
- Historia general de los hechos de los Castellanos en las islas y tierra firme del Mar Oceano (Madrid, 1601–1615)
- Historia de lo sucedido en Escocia a Inglaterra en quarenta y quatro annos que vivio la reyna Maria Estuarda (Madrid, 1589)
- Cinco libros de la historia de Portugal, y conquista de las isles de los Acores, 1582–1583 (Madrid, 1591)
- Historia de lo sucedido en Francia, 1585–1594 (Madrid, 1598)
- Historia general del mundo del tiempo del rey Felipe II, desde 1559 haste su muerte (Madrid, 1601–1612)
- Tratado, relation, y discurso historico de los movimientos de Aragon (Madrid, 1612)
- Comentarios de los hechos de los Españoles, Franceses, y Venecianos en Italia, etc., 1281–1559 (Madrid, 1624)